# Aspergillus violaceofuscus
Aspergillus violaceofuscus är en svampart som beskrevs av Gasperini 1887. Aspergillus violaceofuscus ingår i släktet Aspergillus och familjen Trichocomaceae.   Inga underarter finns listade i Catalogue of Life.